# Dandy (singolo)
Dandy è un brano musicale del gruppo rock britannico The Kinks, composto dal leader della band Ray Davies, ed incluso nel loro album Face to Face del 1966. La canzone venne pubblicata anche su singolo in Europa (eccezion fatta per la Gran Bretagna), dove raggiunse la prima posizione in classifica in Germania per quattro settimane, la seconda in Paesi Bassi e la terza in Belgio e la sesta in Austria. 
In alcuni Paesi, i lati del 45 giri furono invertiti con lo spostamento di Party Line (altro brano di Face to Face) come lato A.

## Il brano
Nella canzone, il compositore Ray Davies mette in ridicolo il "dandy" sciupafemmine del titolo. Alcuni critici hanno azzardato l'ipotesi che Davies scrisse la canzone riferendosi velatamente allo stile di vita selvaggio di suo fratello minore, il chitarrista dei Kinks Dave Davies.

## Tracce singolo
Pye 7N 317
1. Dandy - 2:12
2. Party Line - 2:35

## Cover
- Dandy divenne un successo nel 1966 nella versione degli Herman's Hermits, raggiungendo la prima posizione in Canada nella classifica di RPM[1] e la quinta negli Stati Uniti nella Billboard Hot 100. La cover ad opera degli Herman's Hermits non venne pubblicata su singolo in Gran Bretagna.
- I Rockin' Vickers incisero Dandy come lato A di un loro singolo del 1966.
- Il cantante britannico Clinton Ford pubblicò una versione della canzone su 45 giri nel '66.